# Судзуки, Сюнъити
Сюнъити Судзуки (яп. 鈴木 俊 Судзуки Сюнъити, род. 13 апреля 1953 года, Сугинами, Токио, Япония) — японский государственный и политический деятель, министр финансов Японии (с 4 октября 2021). Занимал должность министра окружающей среды. Принадлежит к Либерально-демократическая партия Японии, в рамках которой уже несколько лет является членом фракции Асо. Член Палаты представителей Японии от 2-го избирательного округа префектуры Иватэ.

## Биография
Судзуки, сын депутата парламента, а впоследствии председателя ЛДПЯ и премьер-министра Дзэнко Судзуки, учился на педагогическом факультете Университета Васэда.
На выборах в Палату представителей в 1990 году его отец снял свою кандидатуру, и Судзуки баллотировался от ЛДПЯ, чтобы сменить его в тогдашнем четырёхмандатном избирательном округе Иватэ-1. Занял первое место, опередив двух кандидатов от Японской социалистической партии, двух других кандидатов от ЛДПЯ и кандидата от коммунистической партии. В 1993 году он был переизбран на второй срок. После избирательной реформы 1990-х годов он баллотировался в новом одномандатном избирательном округе Иватэ 2, который выигрывал восемь раз до 2021 года включительно, хотя Иватэ (политическая родина Итиро Одзава) в целом надолго стал оплотом оппозиции, начиная с 1990-х годов; только в результате поражения ЛДПЯ в 2009 году Судзуки проиграл демократу Кодзи Хата и ушёл из Палаты представителей до 2012 года. В Палате представителей Судзуки занимал должности председателя Комитета по социальным вопросам и труду (2001—2002) и Комитета по иностранным делам (2013—2014) и др.
В правительстве Судзуки стал политическим секретарем в Министерстве социальных дел под руководством министра Дзюнъитиро Коидзуми в ноябре 1996 года после окончания правления Большой коалиции (второй кабинет Рютаро Хасимото). Впервые занял должность министра в качестве министра окружающей среды с 2002 по 2003 год в первом кабинете Коидзуми. Во втором кабинете Синдзо Абэ занимал должность заместителя министра в Министерстве иностранных дел в 2012—2013 годах. С 2017 по 2018 год и в 2019 году он был «олимпийским министром» в соответствии с Законом о специальных мерах для проведения Олимпийских и Паралимпийских игр в Токио в 2020 году (которые в итоге состоялись в 2021 году) в третьем и четвёртом кабинетах Абэ. В ЛДПЯ входил во внутренний круг руководства партии при Синдзо Абэ с 2019 по 2020 год в качестве председателя Исполнительного совета (буквально «Совет по общим вопросам»). В 2021 году Фумио Кисида назначил его главой Министерства финансов и одновременно ответственным министром в Канцелярии кабинета министров.